# Säureattentat
Als Säureattentat bezeichnet man einen Angriff auf Personen oder Sachen mit Säuren oder anderen verätzenden Substanzen.

## Angriffe auf Personen

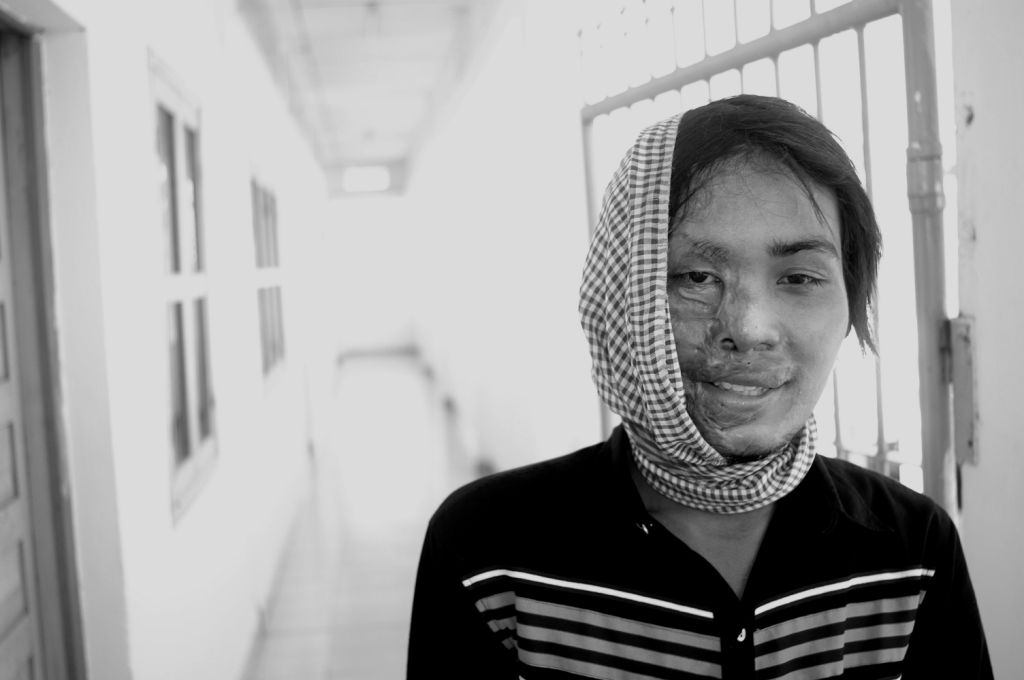
Opfer eines Säureattentats

Bei Säureattentaten gegen Personen handelt es sich um eine schwere Körperverletzung, bei der dem Opfer Säure auf den Körper geschüttet wird, meist ins Gesicht. Die Verätzungen erzeugen flächige Vernarbungen, oft Erblindungen und führen bei mangelnder medizinischer Versorgung häufig zum Tod. Überlebende Opfer können lebenslang unter den Schmerzen und den Entstellungen leiden. Depressionen und erhöhte Suizidalität sind statistisch erwiesen.

### Vorkommen

#### Weltweit
Eindeutige Zahlen über die Verbreitung von Säureangriffen existieren nicht. Es werden Zahlen von 1.500 Fällen jährlich genannt, doch wird die Dunkelziffer weitaus höher geschätzt. Die meisten Opfer sind weiblich, Täter eher männlich, doch wird dieses Verbrechen auch von Frauen begangen. Hilfsorganisationen und Selbsthilfeverbände sprechen von geschlechterbezogener Gewalt („gender-based violence“), von Gewalt gegen Frauen in traditionell patriarchalischen Strukturen mit wenig Rechten für Frauen.

#### Südasien
In misogynen Gesellschaften, vor allem in den muslimischen Gemeinden Südasiens, ist dieses Verbrechen häufiger anzutreffen. Am häufigsten kommt es bei der muslimischen Bevölkerung Indiens und Pakistans sowie in Bangladesch vor. Es stellt dort eine Form der "Bestrafung" von Frauen dar, die über 80 % der Opfer ausmachen. Täter sind häufig gekränkte, in ihrer Eitelkeit verletzte (verlassene) Ehemänner, Verlobte/Freunde oder Ex-Partner, welche die Frau nicht zwingend töten, sondern entstellen, lebenslang brandmarken, für andere unattraktiv machen und ihr das Gesicht nehmen wollen.
Allerdings ist laut der von Monira Rahman gegründeten Acid Survivors Foundation der häufigste Anlass bei rund 50 % der dokumentierten Fälle ein materieller: Streitigkeiten um Geld und Eigentum. Weitere Motive sind unter anderem Eifersucht, Ehestreit, sexuelle Zurückweisung durch die Frau, Streitigkeiten unter Familien, eine „inadäquate“ Mitgift.

#### Bangladesch
In Bangladesch kann das Säureattentat seit 2002 mit der Einführung des „Acid Crime Control Act“ als Verbrechen mit dem Tode bestraft werden. Es kommt jedoch selten zu Anklagen, weil die Opfer vor einer Anzeige zurückscheuen, die Täter untertauchen oder bei familiären Streitigkeiten gedeckt werden. Die Zahl der bekannt gewordenen Attentate lag 1997 bei etwa 80, 2002 bei 487. Seitdem sank die Zahl der Fälle kontinuierlich auf 69 im Jahr 2013. Nach einer Studie der Vereinten Nationen im Jahr 2003 kamen Verbrechen gegen Frauen nirgendwo auf der Welt häufiger vor als in Bangladesch.

#### Pakistan
In Pakistan finden nach Schätzungen jährlich 8.500 Säureangriffe statt. Das Leben von Fahkra Yonous, die ihren Ehemann Bilal Khar, Mitglied einer einflussreichen Politikerdynastie, beschuldigte, sie im Schlaf mit Säure überschüttet zu haben, sorgte für gesellschaftliche Debatten über Frauenrechte. 13 Jahre nach dem Mordversuch an ihr nahm sich Yonous 2012 das Leben. Zu diesem Zeitpunkt war niemand für die Tat verurteilt und ihr Gesicht weiterhin, trotz zahlreicher Operationen im Ausland, zerstört.

#### Südamerika

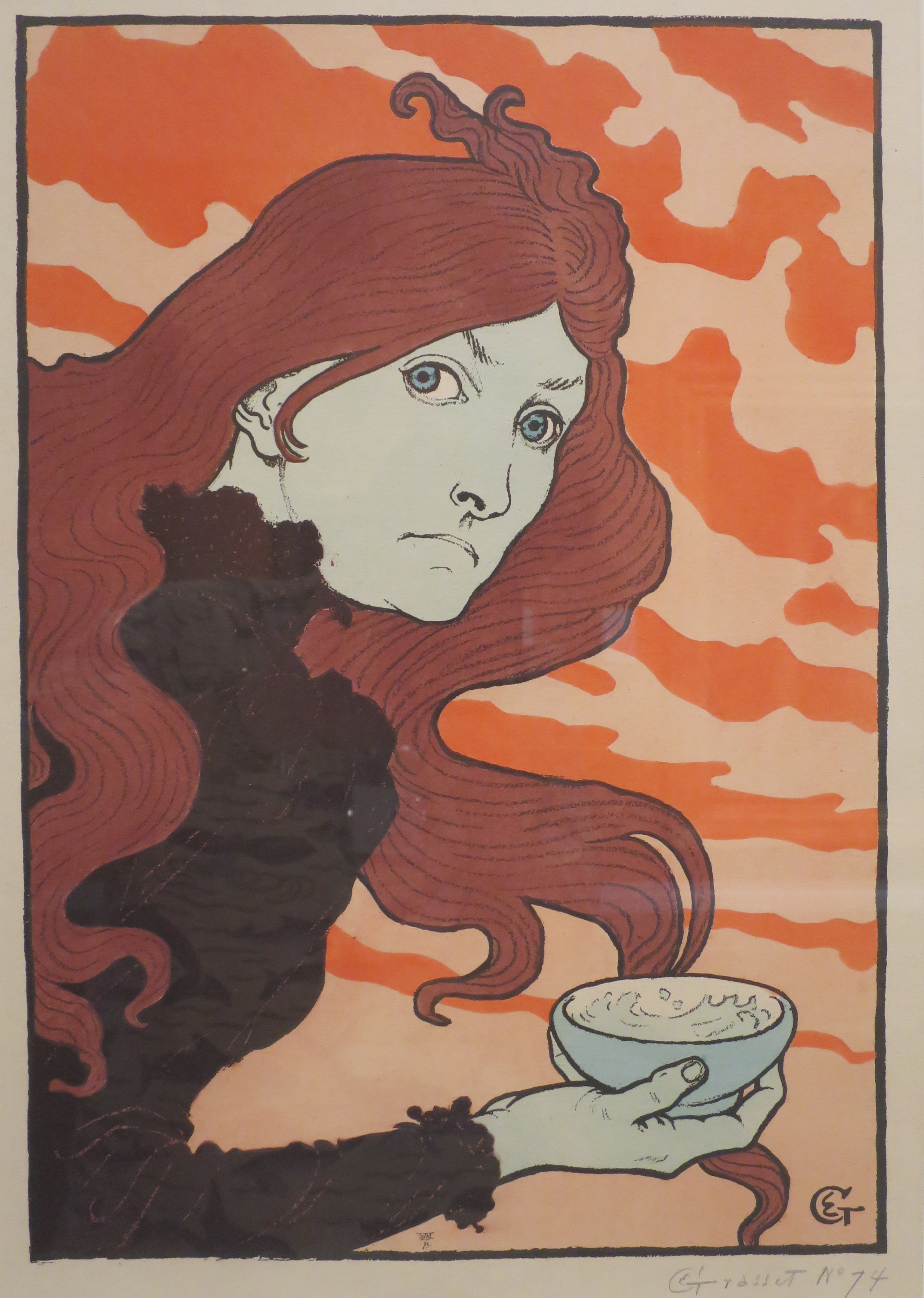
„La Vitrioleuse“ von Eugène Grasset, 1894

In Kolumbien wurden 2012 nach Angaben des kolumbianischen Instituts für Rechtsmedizin 80 Säureattentate publik, 25 mehr als 2010. Viele Täter wurden wegen Körperverletzung angezeigt, zu Verurteilungen kam es aber selten. Entweder fehlten Beweise oder die Tat war bereits verjährt. Das Internetportal Feminicidio.net hielt Kolumbien, gemessen an der Zahl der Einwohnerinnen, für das Land mit den meisten Attacken. Im Juli 2013 trat ein Gesetz in Kraft, das solche Verbrechen mit bis zu 20 Jahren Gefängnis bestraft.

#### Europa
Während Säureattentate vom Mittelalter bis weit ins 19. Jahrhundert hinein in Europa bekannt waren, ist diese Form der Gewalt im 20. Jahrhundert nahezu verschwunden und wurde, wenn überhaupt, eher von psychisch gestörten Tätern oder politischen Fanatikern ausgeübt.

#### Großbritannien
Seit der Jahrtausendwende verzeichnet beispielsweise Großbritannien eine Zunahme an Säureangriffen. Alleine London verzeichnete seit 2010 mehr als 1800 Säureangriffe, die Fallzahlen stiegen von 261 im Jahr 2015 auf 454 im Jahr 2016. Damit ist Großbritannien die mit Abstand am stärksten betroffene Industrienation. Der Angriff auf Katie Piper im Jahr 2005 sorgte für großes Interesse in den Medien und in der Öffentlichkeit. Der Auftraggeber der Tat und sein Handlanger, der die Schwefelsäure spritzte, wurden zu zwei Mal lebenslanger bzw. lebenslanger Haftstrafe verurteilt. Piper kann nach über 100 Operationen und weitgehend wiederhergestelltem Gesicht wieder einem Beruf in der Medienbranche nachgehen.

#### Deutschland
In Deutschland wurde 2016 der Fall Vanessa Münstermann bekannt, die von ihrem Ex-Freund Daniel F. mit Schwefelsäure überschüttet wurde und lebensgefährliche Verletzungen erlitt. Sie gründete den Verein AusGEZEICHNET, um Opfern zu helfen und politisch zu wirken. 2018 wurde ihr gerichtlich ein Schmerzensgeld von 250.000 Euro zugesprochen. Ihr Leben vor und nach dem Säureangriff beschrieb sie in einer Autobiografie. Der Verein AusGEZEICHNET wurde 2021 aufgelöst.

### Bekannte Opfer
(in alphabetischer Reihenfolge nach Nachnamen)
- Laxmi Agarwal
- Ameneh Bahrami
- Bernhard Günther
- Muskan Khatun
- Patricia Lefranc
- Vanessa Münstermann
- Alexei Nawalny, siehe hierzu auch Seljonka-Attacke
- Naomi Oni
- Johanna Paliospirou[16]
- Katie Piper
- Reshma Quereshi
- Laxmi Saa[17]
- Leopold Clemens von Sachsen-Coburg und Gotha
- Robin Schellinger
- Fakhra Younus

### Dokumentarfilm
Die US-amerikanisch-pakistanische Filmdokumentation Saving Face – Gebt mir mein Gesicht zurück stellt das Schicksal einiger durch ihre Ehemänner und deren Verwandte schwer verletzter Frauen vor. Dabei werden die Bemühungen des (in Karachi aufgewachsenen) Londoner plastischen Chirurgen Dr. Mohammed Jawad, den durch Verbrennungen oder Verätzungen entstellten Frauen über die Rekonstruktion ihres Gesichts ins Leben zurück zu helfen, gezeigt. Der Film, inspiriert durch den aufsehenerregenden Fall Fahkra Yonous, wurde mit dem Oscar für den besten Kurz-Dokumentarfilm ausgezeichnet.

## Beschädigung von Kunstwerken
Auch eine mit Säure verübte Beschädigung von Werken der bildenden Kunst wie z. B. Ölgemälden, Skulpturen oder Plastiken wird als „Säureattentat“ bezeichnet. Hier ist die Motivation zur Tat oft auf eine psychische Störung, eine religiös-fundamentalistische Einstellung (siehe auch Ikonoklasmus) oder politischen Extremismus zurückzuführen. Säurebeschädigung von Kunstwerken als bloße Protestform sind eher selten. Die Zerstörung von Kunstwerken aus Geltungssucht wird als Herostratentum bezeichnet. Der bekannteste Fall in Deutschland war Hans-Joachim Bohlmann, der über 50 Kunstwerke beschädigte.